# Bombus saltuarius
Bombus saltuarius är en biart som först beskrevs av Aleksandr Skorikov 1923.
Bombus saltuarius ingår i släktet humlor och familjen långtungebin. Inga underarter finns listade i Catalogue of Life.

## Utbredning
Arten förekommer främst i norra Ryssland från norra Uralbergen och  Archangelsk oblast till Sajanbergen, men även i Kina i provinsen Gansu.
Mycket litet är känt om arten, till viss del beroende på att stora delar av dess utbredningsområde tidigare varit upptaget av Gulag och därför stängt för utomstående.

## Ekologi
Habitatet utgörs av alpin tundra samt ängar, från alpina sådana till floddalar. Arten är polylektisk, den flyger till blommande växter från många familjer, som rosväxter (fjällsippor), stenbräckeväxter (bergenia), ärtväxter (isvedel och buskväpplingar), snyltrotsväxter (gullspira) samt strävbladiga växter (trollförgätmigejsläktet).

## Taxonomi
Artens taxonomiska ställning är omstridd; vissa auktoriteter betraktar den som en synonym till Bombus tichenkoi.